# Embaixada da Nicarágua em Brasília
A Embaixada da Nicarágua em Brasília é a principal representação diplomática nicaraguense no Brasil. A embaixadora atual é Lorena del Carmen Martinez, no cargo desde 7 de agosto de 2013.
A embaixada está instalada em uma casa alugada no Lago Sul.

## Serviços
A embaixada realiza os serviços protocolares das representações estrangeiras, como o auxílio aos nicaraguenses que moram no Brasil e aos visitantes vindos do Nicarágua e também para os brasileiros que desejam visitar ou se mudar para o país centro-americano. A embaixada em Brasília é a única opção consular do Nicarágua no Brasil.
Outras ações que passam pela embaixada são as relações diplomáticas com o governo brasileiro nas áreas política e econômica, cultural e científica. A embaixada, como outras, realiza eventos relacionados a cultura de seu país, e os dois países tem acordos de cooperação técnica, como a adoção do padrão nipo-brasileiro de TV digital. O comércio entre os países movimentou quase cem milhões de dólares em 2018.